# Хелидульф
Хелидульф (также Айлидульф или Аглидульф; лат. Helidulfus, Ailidulfus или Aglidulfus; умер не позднее 778) — епископ Страсбурга в 770-х годах.

## Биография
О происхождении и ранних годах жизни Хелидульфа достоверных сведений не сохранилось. В церковных преданиях сообщается, что он был первым аббатом Эттенхайммюнстерского монастыря. Однако, скорее всего, это свидетельство малодостоверно, так как первые упоминания о этом аббатстве относятся к XII веку.
В списках глав Страсбургской архиепархии Хелидульф назван преемником Хеддо и предшественником Ремигия. Дата восшествия Хелидульфа на епископскую кафедру в Страсбурге не известна. Традиционно считается, что Хеддо умер 8 марта 776 года. Однако так как последнее достоверное свидетельство о этой персоне относится к 759 году, некоторые медиевисты предполагают, что Хеддо мог скончаться и в более раннее время. В качестве возможных приводятся даты с 760 по 765 год включительно. Ремигий же точно был епископом в мае 778 года, о чём сообщается в его завещании, и, возможно, был главой Страсбургской епархии уже и в мае 777 года. На этих основаниях продолжительность управления Хелидульфом епархией в различных источниках варьируется от нескольких месяцев до более чем полутора десятка лет. Какие-либо подробности о деятельности этого епископа не известны. Только в наиболее раннем из каталогов страсбургских епископов, составленном во второй половине IX века при епископе Ратольде, Хелидульф охарактеризован как прелат «замечательный учением».